# Seehausen (Bremen)
Seehausen (Plattdeutsch Seehusen) ist ein Ortsteil von Bremen und gehört direkt – ohne Stadtteilebene – zum Bremer Stadtbezirk Süd.

## Geografie und Dorfteile
Der Ortsteil Seehausen liegt etwa 10 km vom Stadtzentrum entfernt. Direkt an der linken Seite der Weser erstrecken sich die ehemaligen Dörfer Seehausen und Hasenbüren
An Seehausen fließt die Ochtum vorbei, die an der Grenze zu Lemwerder in die Weser mündet.
Die benachbarten Ortsteile/Stadtteile sind im Süden Strom und Huchting, im Osten Rablinghausen und Woltmershausen, sowie im Süd-Westen die Stadt Delmenhorst und im Westen die Gemeinde Lemwerder insbesondere mit ihren Ortsteilen Ochtum, Altenesch, Deichshausen, Braake und Tecklenburg. Auf der anderen Weserseite liegen die Stadtteile Häfen und Gröpelingen. Im Westen befindet sich die marschige Landschaft Stedingen im oldenburgischen Landkreis Wesermarsch.

## Geschichte

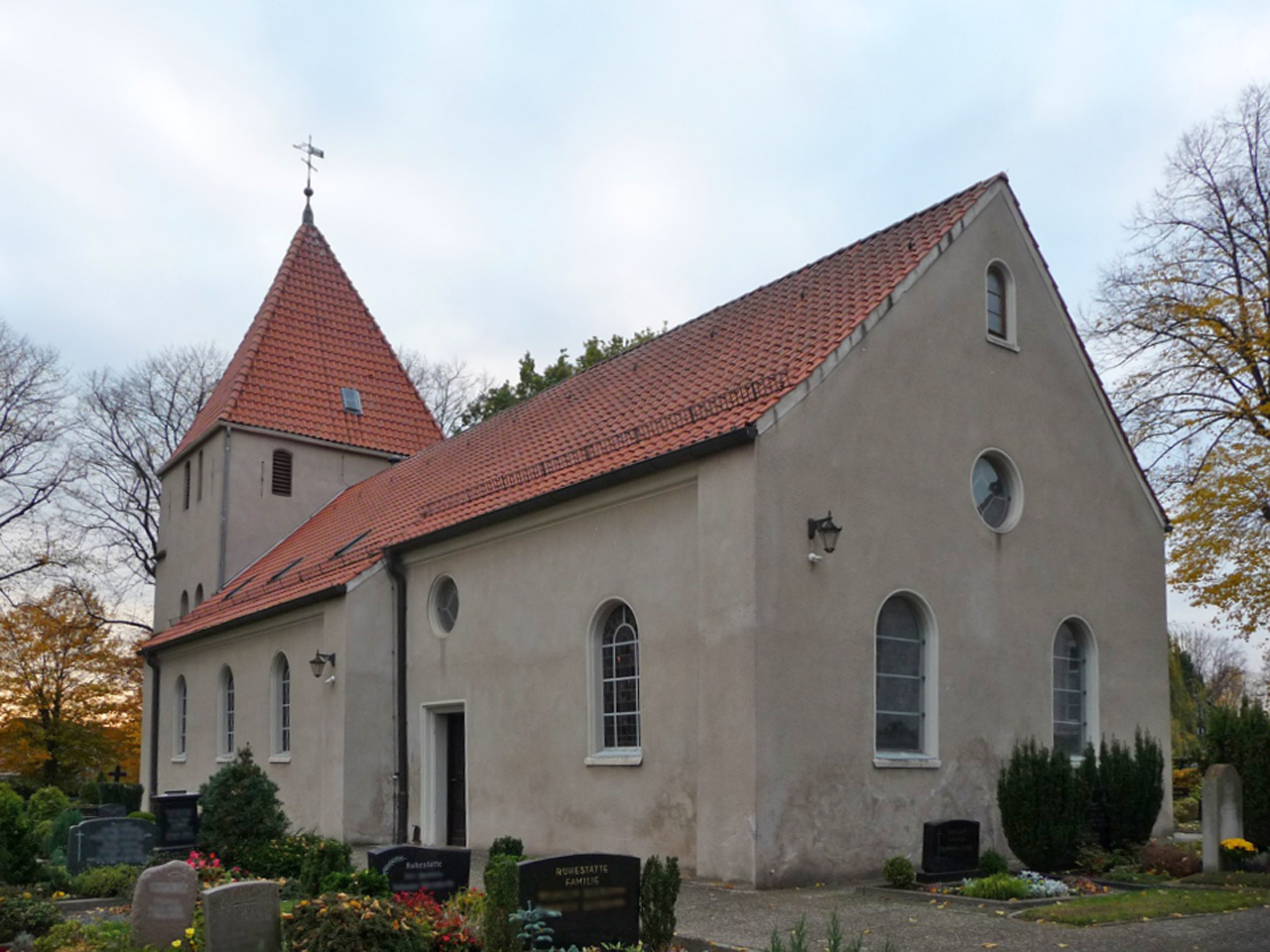
St. Jacobi

Eine römische Flottenstation wurde in der Nähe von Seehausen archäologisch freigelegt. Diese Siedlung lässt sich auf eine Zeit nach der Varusschlacht datieren, somit gab es weiterhin römisch-germanischen Warenaustausch und Handel entlang
der Weser mit Produkten aus dem Römerreich. An der Mittel- und Unterweser und Hunte fand man darüber hinaus zahlreiche römische Mahlsteine aus Eifel-Basalt.
Seehausen wurde erstmals 1187 als Sehusen und 1338 als Sehuzen erwähnt. Es gehörte zum Goh Vieland. Ein befestigtes Haus der Herren von Seehausen wurde 1212 von den Stedingern zerstört. Sandwerder wurde urkundlich 1310 zuerst erwähnt.
Das Kirchspiel Seehausen bildete mit Hasenbüren eine Gemeinde und wurde 1187 erwähnt. Die Pfarrkirche St. Jacobi wurde im 13. Jahrhundert von der Grafschaft Hoya errichtet. Sie hatten das Kirchenpatronat. Nach deren Aussterben 1582 wurde das Herzogtum Braunschweig-Lüneburg (später Kurfürstentum Hannover) Lehnsherr; Seehausen blieb lutherisch und lag fast 200 Jahre im Streit mit dem reformierten Bremen.
Nachdem 1804 Hannover auf seine Ansprüche verzichtete, erhielt Bremen, welches schon das Territorialrecht in Seehausen besaß, auch das Patronatsrecht über die Kirche. In der Bremer Franzosenzeit gehörte Seehausen von 1810 bis 1813 zur Mairie Woltmershausen.
Mitte des 19. Jahrhunderts wurde die Seehauser Landstraße gepflastert. Um 1848 gab es eine Kirchspielschule neben der Kirche mit zwei Klassen und 136 Schülern. 1854 ersetzte ein Neubau die alte Schule, welcher 1878 um eine Klasse und 1880 um eine weitere Klasse für nunmehr 178 Schüler erweitert wurde. Der Erweiterungsbau wurde 1959 abgerissen.
1936 wurde die Freiwillige Feuerwehr gegründet. Mit dem Bau des Neustädter Hafens verlor die Gemarkung ein Teilgebiet. 1963 konnte an der Uferböschung von Sandwerden eine Eeke, ein Eichenboot, aus dem 13./14. Jahrhundert geborgen werden. Von 1962 bis 1966 wurde eine Kläranlage in Seehausen gebaut. Der Bau des Güterverkehrszentrums (GVZ) 1983 und der Ausbau des Gewerbegebietes in nahen Woltmershausen beanspruchte große bisher landwirtschaftlich genutzte Flächen und veränderte das landschaftliche Bild.

## Politik und Verwaltung

### Beirat
Der Beirat Seehausen tagt regelmäßig und in der Regel öffentlich im Ortsamt oder in anderen Einrichtungen wie z. B. Schulen. Der Beirat setzt sich aus den auf Stadtteilebene gewählten Vertretern der politischen Parteien oder Einzelkandidaten zusammen. Die Beiratswahlen finden alle vier Jahre statt, zeitgleich mit den Wahlen zur Bremischen Bürgerschaft. Der Beirat diskutiert über alle Belange des Stadtteils, die von öffentlichem Interesse sind, und fasst hierzu Beschlüsse, die an die Verwaltung, die Landesregierung und die Stadtbürgerschaft weitergeleitet werden. Für seine Arbeit bildet er Fachausschüsse. Dem Beirat stehen für stadtteilbezogene Maßnahmen eigene Haushaltsmittel zur Verfügung.

### Ortsamt
Das Ortsamt Seehausen ist seit 1946 eine örtliche Verwaltungsbehörde. Es unterstützt den Beirat bei seiner politischen Arbeit. Es soll bei allen örtlichen Aufgaben, die von öffentlichen Interesse sind, mitwirken. Es wird von einem vom Beirat vorgeschlagenen und vom Senat bestätigten ehrenamtlichen Ortsamtsleiter geführt.
Ortsamtsleiter ist seit 2016 Gerd Aumund.

## Sehenswürdigkeiten
- Gotische, ev. Dorfkirche St. Jacobi, um 1250 dem Apostel Jakobus geweiht, nach den Stedinger Kriegen, von den Grafen von Hoya errichtet, Umbauten erfolgten 1637 und 1797
- Glockenstein von 1357
- Wanderweg an der Weser mit verschiedenen Ausflugslokalen

## Öffentliche Einrichtungen

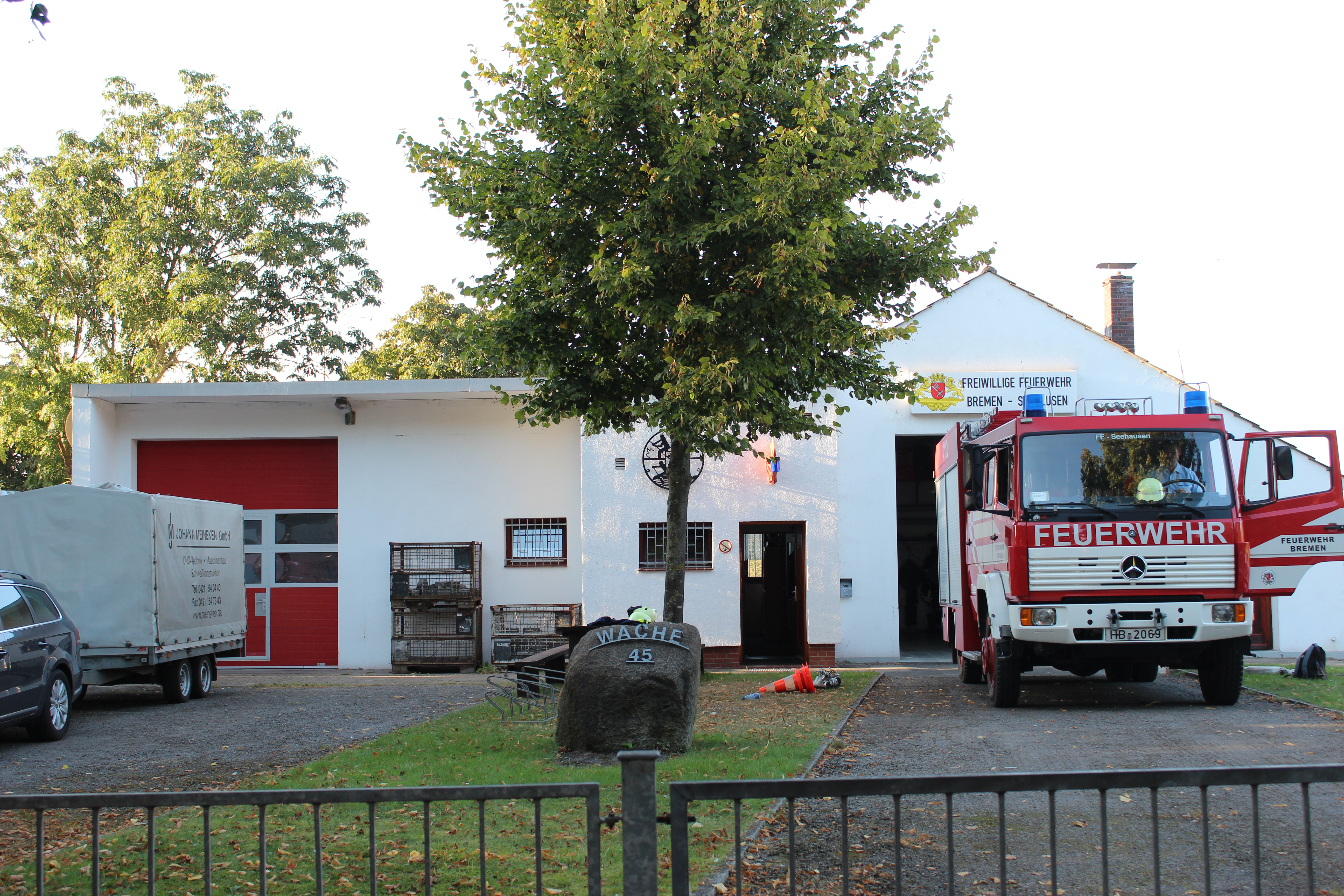
Freiwillige Feuerwehr Seehausen

### Allgemein
- Ortsamt Seehausen, Hasenbürener Landstraße 18 A
- Polizeirevier Woltmershausen, Dötlinger Straße 6–8, ist für Seehausen zuständig
- Freiwillige Feuerwehr Bremen-Seehausen, Hasenbürener Landstr. 65

### Schule
- Die Schule Seehausen, Seehauser Landstraße 141 ist eine Grundschule

### Sport
- TSV Hasenbüren, Alte Wurten 16
- Wassersportverein Woltmershausen, Hasenbürener Deich

## Wirtschaft und Verkehr

### Wirtschaft
Der Ortsteil besteht aus überwiegend landwirtschaftlich genutztem Grünland. In Seehausen befindet sich die Kläranlage Seehausen, eine Baggergut-Entsorgungsanlage und Teile des Güterverkehrszentrums.

### Kläranlage Seehausen

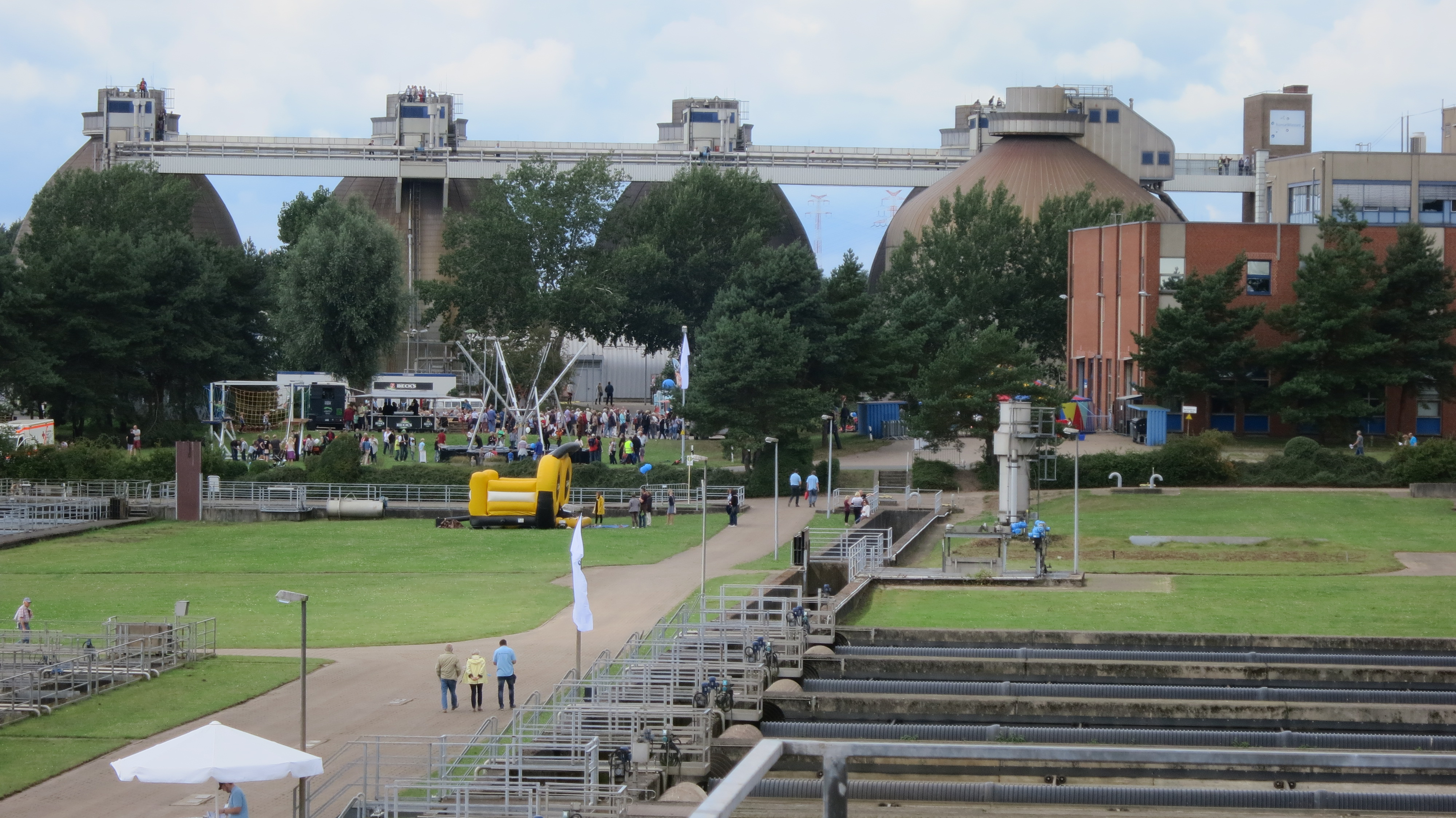
Klärwerk Seehausen

1957 beschloss der Bremer Senat die Neuordnung der Abwasserbeseitigung mit dem Hauptziel der Errichtung einer zentralen Kläranlage an der Weser bei Seehausen, einschließlich der erforderlichen Zuleitungen. Die direkt am linken Weserufer liegende Kläranlage Seehausen wurde von 1962 bis 1965 errichtet und ging 1966 zunächst nur mit einer rein mechanischen Vorklärung des Abwassers in Betrieb. 1967 wurde das Gelände der Kläranlage durch Hochwasser der Weser überflutet. Im Zuge dieser Havarie wurde die heutige Deichlinie zum Schutz der Kläranlage errichtet.
1984 wurde die Anlage mit einer zweistufigen Belebungsanlage zur biologischen Kläranlage erweitert. Schließlich erfolgte 1996 ein weiterer Ausbau nach dem Stand der Technik, wodurch das Abwasser durch Nährstoffelimination weitestmöglich von Stickstoff- und Phosphorverbindungen befreit wird.
Aktuelle Modernisierungen zielen auf Senkungen des Energiebedarfs. So wird in einem Blockheizkraftwerk aufbereitetes Faulgas zum Antrieb von Gasmotoren genutzt und damit elektrische Energie und Druckluft für den Belebungsprozess produziert. Anfallende Abwärme wird zur Erwärmung der Faulbehälter verwendet. Eine Windkraftanlage ergänzt die regenerative Eigenenergieerzeugung.
Kapazitäten der Kläranlage
Die seit 1999 von der hanseWasser Bremen GmbH betriebene Anlage Seehausen ist auf eine Spitzenlast von einer Mio. Einwohnergleichwerten konzipiert und mit etwa 600.000 angeschlossenen Einwohnern und 400.000 Einwohnergleichwerten aus gewerblichen Abwässern voll ausgelastet. Pro Tag werden rund 130.000 m3 Abwasser gereinigt, bei Regenwetter mehr als das Doppelte. Die in Bremen-Seehausen angesiedelte zentrale Leitwarte des Abwasserbetriebs hanseWasser GmbH überwacht und steuert im Stadtgebiet über 200 abwassertechnische Anlagen.

Das im Klärwerk jährlich behandelte Abwasservolumen beträgt 45,2 Mio. m3, darunter 35,2 Mio. m3 Schmutzwasser. Das Einzugsgebiet ist das komplette stadtbremische Gebiet (mit Ausnahme der Stadtteile nördlich der Lesum, die an die Kläranlage Bremen-Farge angeschlossen sind) sowie die Nachbarkommunen Lilienthal, Ritterhude, Stuhr/Weyhe und Teile von Oyten und Achim.
Bedingt durch die Einzugsgebiete stammt die größte Abwasseranteil vom rechten Weserufer und gelangt durch zwei Weserdüker zur Kläranlage, das Abwasser der Gebiete links der Weser wird ebenfalls durch Druckleitungen zum Klärwerk gefördert.

### Güterverkehrszentrum
Abseits der Wohnbebauung entwickelte sich seit 1985 auf Gebieten der Ortsteile Seehausen und Strom sowie des Stadtteils Häfen das Güterverkehrszentrum (GVZ) Bremen. Das GVZ umfasst knapp 500 Hektar Fläche, die zur Hälfte belegt worden ist. Hier beschäftigen rund 150 Unternehmen über 8000 Beschäftigte. Die Hallenfläche für Logistik, Produktion und Großhandel umfassen eine Fläche von 1,2 Mio. m². Zu den größeren Unternehmen gehört das Postfrachtzentrums DPD Deutscher Paket Dienst. Die GVZ Entwicklungsgesellschaft Bremen mbH ist der Interessenvertretung der Firmen. Das größte Hochregallager Europas ist hier angesiedelt. Seit der Gründung des GVZ wird es nach einer Rankingtabelle einer ILS-Studie auf dem ersten Platz geführt.
Das GVZ wird durch die Schiene und die Autobahn A 281 direkt erreicht.

### Verkehr

#### ÖPNV
Mit den Buslinien 62, 65 und 66 der Bremer Straßenbahn AG (BSAG) werden von der Stromer Straße (Rablinghausen) über die Georg-Heschel-Straße der Ortsteil Seehausen und Hasenbüren erreicht.

#### Straßen
Seehausen kann von Woltmershausen über die Senator-Apelt-Straße und von Strom über die Stromer Landstraße und die Wiedebrok-/Weißefeldstraße erreicht werden. Die Bundesautobahn 281 führt zurzeit von der Neustadt bis zum Güterverkehrszentrum. Sie soll im Bereich Seehausen als Tunnel die Weser kreuzen. Mit der Hasenbürener Landstraße und der Seehauser Landstraße wird der Ortsteil erschlossen.

#### Rad- und Wanderwege
Der 4 km lange Rad- und Wanderweg auf dem Weserdeich ist sehr beliebt. Er führt vom Vorhafen Neustadt bis zum Sporthafen Hasenbüren und dem Ochtum-Sperrwerk. Strom wird durch den Radweg an der Stromer Landstraße erreicht, der in westlicher Richtung nach Deichhausen, Sandhausen und Delmenhorst führt.

## Persönlichkeiten
- Johann Wilhelm Schaefer (1809–1880), Germanist und Literaturwissenschaftler
- Arnold Dietrich Schaefer (1819–1883), Althistoriker, Professor an den Universitäten Greifswald und Bonn
- Werner Fischer (Politiker, 1929) (1929–2018), Mitglied der Bremischen Bürgerschaft